# 雪深山福子
雪深山 福子（ゆきみやま ふくこ、1990年2月6日 - ）は、日本の女優、声優。愛知県出身。

## 略歴
小さい頃からたくさんアニメを見ていたため、声優の素晴らしい表現は浴びていた。レンタルビデオ屋でビデオを借りて見ることが多かったが、ビデオの本編の前後に入っていた他の作品の告知映像を見るのが好きだった。映画の予告編もアニメのオープニングも好きで、テンションが上がる曲に乗せて、登場人物がバーッと登場してくるような感じのそういう映像を見ながら、「なんでこの中に、私はいないんだろう？」と思っていた。それが「お芝居をやりたい」と思ったきっかけの一つだったという。
大学時代に演劇部にて活動し、地元にて3年間会社員を務めながら地元の小劇場系の舞台に年1本くらい出演。しかし、「やっぱりもっとお芝居をちゃんとやりたい」という思いがあり、会社を退社して上京。映画美学校アクターズ5期修了生で、以後舞台や声優として活躍。
『ぼのぼの』が声優としてのデビュー作となる。『ぼのぼの』については映画学校時代で知り合った人物から「オーディションがあるんだけど受けてみない？」と声をかけてもらい、『ぼのぼの』のオーディションを記念受験のような気持ちで受けており、アフレコスタジオの空気に「わぁっ」と感激するばかりだった。ぼのぼの役に抜擢された時は信じられず、初回のアフレコをする直前まで「チェンジでと言われるかも…」と思っていたこともあり、家族にも合格していることを伝えていなかった。家族が『ぼのぼの』を見ていたところ、ぼのぼのの声が雪深山だと気づいて、「え！？ぼのぼの！？」と驚いたようだったという。

## 出演
太字はメインキャラクター。

### テレビアニメ
- ぼのぼの（2016年 - 、ぼのぼの[4][5][6]、ポテ助くん）
- それいけ!アンパンマン（2018年 - 2023年、たまご姫〈3代目〉、ネコ美、マッシュルームくん〈9代目〉、子供、ヨーグルトキャラメル〈2代目〉 他）
- はりねずみのルーチカ（2024年、ソル[7]）
- 忍ばない!クリプトニンジャ咲耶参の巻 （2025年） [8]

### 公開媒体未定アニメ
- こねこの配達員 うーにゃん（時期未定、うーにゃん[9]）

### ゲーム
- AFKアリーナ（2020年、ロワン、アタリア）
- 食物語（2020年、月餅）
- It Takes Two（2022年、ローズ）
- 東方アルカディアレコード（2023年、秦こころ）

### デジタルコミック
- りぼんチャンネル配信
  - ハニーレモンソーダ（2019年 - 2020年、里緒）
  - ぼくらはみんな シロとクロの動物お悩み相談係（2019年、ハコ）
  - ふたりのポラリス（2019年 - 2021年、鈴村深月）
  - 絶叫学級 転生（2019年、結夏、2020年、茜、2021年、加藤円）
  - 神様になれる日まで（2019年、百）
  - 未来へおみやげ（2020年、吉田さくら）
  - 世良さんちの（2020年、カスタン）
  - にくきゅうに、夏の魔法（2020年、直也）
  - 総長さま、溺愛中につき。（2021年、白咲由姫）
  - ハロー、イノセント（2021年、関根）
  - 先輩、じゃないし。（2021年、えりちぃ）
  - 放課後は君の彼女（2021年、岩井柊華）
  - 思い出とひきかえに、君を（2021年、水沢ひまり）
  - ミスター・アカハナ（2021年、山野辺サチ）
  - 春雨と恋もよう（2021年、日向悠晴）
  - あずきと柚（2021年、きなこ）
  - ブーゲンビリアの君（2021年、杏里の母）
  - ママの友達（2021年、星野）
- 野いちご・ベリーズカフェチャンネル配信
  - 恋をするならキミ以外（2019年、女生徒B）
  - 天ヶ瀬くんは甘やかしてくれない。（2019年、女子B）
  - 狼くんにたべられそうです！（2020年、高畑実紅）
  - つぼみコンプレックス（2020年、りり）
  - 千尋くんと、したいコト。（2021年、羽咲あるみ）
- 別冊マーガレット公式チャンネル 配信
  - 君がトクベツ（2019年、若梅さほ子）
- ジャンプチャンネル 配信
  - カグラバチ（2024年、金魚）

### オーディオドラマ
- みらい文庫ちゃんねる配信
  - 絶望鬼ごっこ（2021年、桜井悠）
  - 絶対好きにならない同盟（2021年、女子１）
  - ウソカレ!?（2021年、野村美智）※第1話（＃１）のみデジタルコミック
  - 青星学園★チームEYE-Sの事件ノート（2021年、ナレーター、春内ゆず）
  - 渚くんをお兄ちゃんとは呼ばない（2021年、ママ）※第1話（＃１）のみデジタルコミック

### 吹き替え
- フライト・ホステージ（ジェイコブ）
- ドライブアウェイ・ドールズ（アンバー[10]）

### ナレーション
- 東京都消防団員募集PVナレーション

### 舞台
- 映画美学校アクターズ第5回公演「友情」
- テアトロコントvol.6 ナカゴー「レジェンドオブチェア」
- le 9 juin「あなたが出会わなかったひと」
- パブロ学級(1)「4年で正月」
- パブロ学級(2)「あったまぐるぐる」
- 東葛スポーツ「12時17分、土浦行き」
- le 9 juin「娘、父、わたしたち」
- なかないで、毒きのこちゃん「鳥の市2018」
- le 9 juin「ライヒェナウ島の美しい女性」
- リアベンチ企画vol.2「イツモノコト」
- ひとり芝居ショーケース公演「ひとり多ずもう」
- 果てとチーク 第7回本公演「グーグス・ダーダ」[11]